# Parque Tivoli

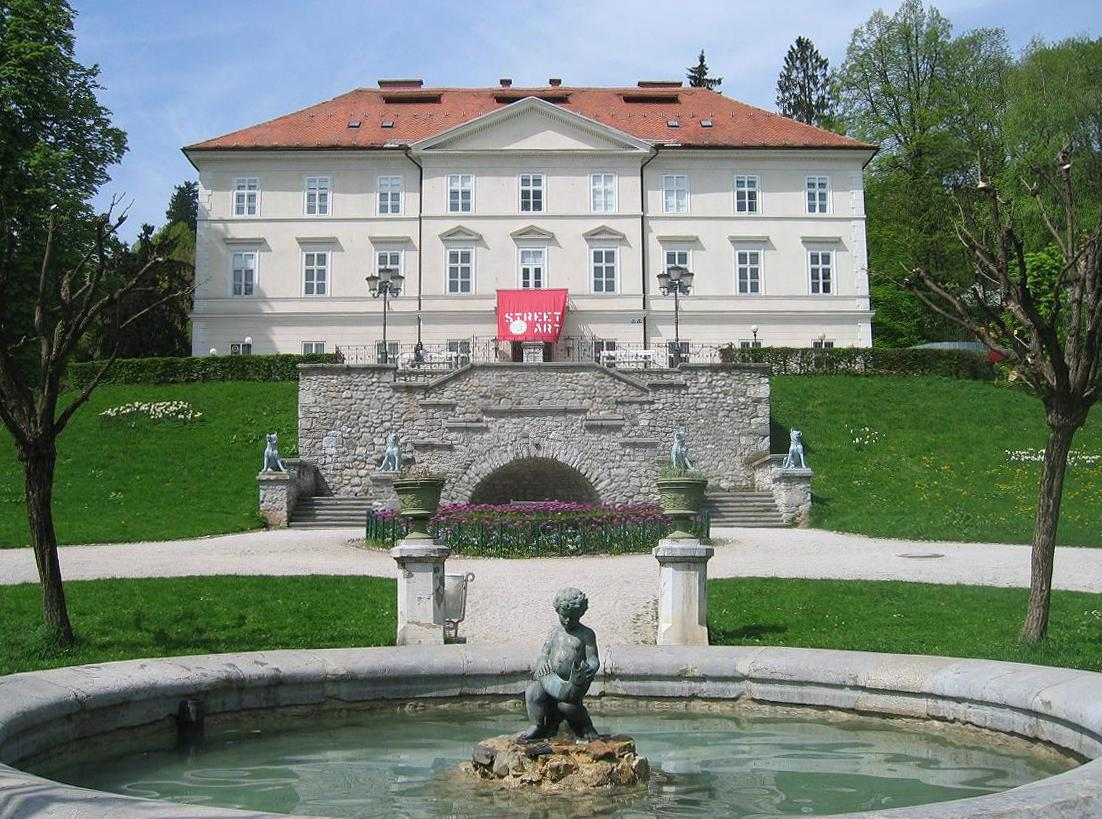
Castillo Tivoli, Liubliana

El Parque Tivoli (Park Tivoli) es el parque más grande de la capital de Eslovenia (Liubliana), y se extiende sobre 5 km² de superficie. Está situado en el centro de la ciudad y se encuentra debajo de la ladera de Rožnik y colina de Šiška (Šišenski hrib). Los comienzos de este parque datan de finales de la Edad Media, cuando se construyeron jardines turcos en las afueras de la muralla en la parte oeste de la ciudad. 

## Historia
En el siglo XIX el parque tenía como centro el castillo de Podturn (luego más conocido como el castillo Tivoli), que fue en aquel tiempo propiedad del mariscal Joseph Radetzky, quien había recibido el castillo como regalo del emperador Francisco José I de Austria. Bajo la dirección de Radetzky los alrededores del castillo fueron totalmente modificados; frente a la mansión construyeron una terraza con dos escaleras, una a cada lado, que fueron complementadas con las esculturas de cuatro perros que guardaban la entrada y más tarde también añadieron una escultura decorativa y una fuente. Pronto Podturn y sus alrededores pasaron bajo la posesión del municipio de Liubliana, pero las innovaciones del mariscal no fueron pasadas por alto. A Radetzky le rindieron un gran homenaje en forma de estatua por sus contribuciones al parque. Esta estatua fue exhibida frente del castillo Tivoli entre los años 1882 y 1918 y actualmente se preserva en el museo municipal de Liubliana. 
En el siglo XVIII se construyó la mansión Leopoldsruhe (actualmente conocida como castillo Cekin), que está situada bajo la colina de Šiška y fue diseñada en estilo barroco y edificada principalmente para eventos sociales y para bailes. A su lado trazaron un paseo en estilo barroco con una alameda que se extendía hasta la calle Celovška (Celovška cesta), y campos florales en forma rectangular. Se debe reconocer los méritos del plan fundamental de Tivoli al arquitecto francés Jean Blanchard, que diseñó tres alamedas en los tiempos de las Provincias Ilirias, que conectaron las dos mansiones: la de Cekin y de Tivoli. Latterman, el gobernador austríaco, continuó el trabajo del francés y construyó la base del paseo y dio al parque carácter público.
Después de que la vía férrea, construida a mediados del siglo XIX, cortara el parque de la ciudad se añadió un nuevo paseo al sistema de alamedas que se extendía desde el castillo Tivoli hacia el sureste. Luego, en 1880, el parque recibió una de las más importantes adiciones: en el sur del parque excavaron un estanque rectangular para que la gente de Liubliana pudiera patinar sobre hielo durante el invierno y para pescar en verano. A finales del siglo se diseñaron las superficies de césped entre los sistemas de alamedas en los paseos de formas geométricas con plantaciones delicadamente arregladas. A un lado del estanque construyeron un pequeño jardín botánico con invernadero, que fue tomado bajo el control del Jardín Botánico de Liubliana en 2010, y por el otro en 1942 la ciudad hizo que se construyera un patio de recreo que después fue modificado y reformado en 1994. 
Con los años surgieron varias ideas sobre cómo conseguir un ambiente del parque que fuera aún mejor. El pintor Rihard Jakopič edificó, con ayuda del arquitecto Maks Fabiani, que había trazado el proyecto, un pabellón en el borde oeste del parque que representaba el primer salón de exposiciones artísticas de Liubliana y recibió su nombre (Pabellón de Jakopič), por el mismo Jakopič. Este pabellón fue demolido en 1960 por la construcción de la vía férrea. 
La alameda de Latterman fue talada en los años treinta del siglo XX y en su lugar acondicionaron un ancho paseo que fue proyectado por el famoso arquitecto esloveno Jože Plečnik. Este paseo también recibió su nombre del pintor impresionista esloveno Rihard Jakopič y hasta la actualidad conserva el diseño original, es decir, con bancos a los lados del paseo y grandes farolas. Una de las ideas que tuvo Plečnik para el Paseo de Jakopič (Jakopičeva promenada), que de hecho se realizó, fue la exhibición de fotos en amplio formato que se extendería a lo largo del paseo. Desde aquel entonces cada año los visitantes de Tivoli tienen la oportunidad de ver numerosas exposiciones, lo que hace de este parque también un lugar artístico. 

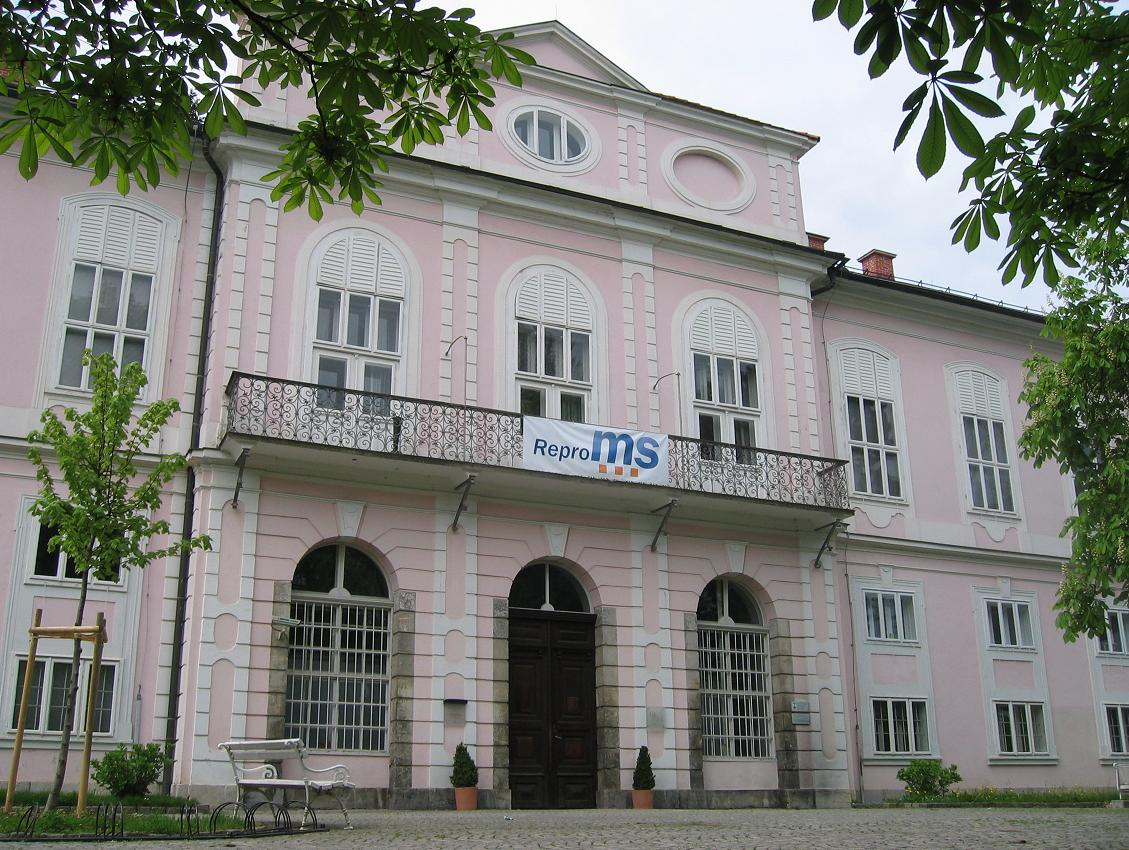
La mansión del millonario cartógrafo Peter Kozler (1824-1879) en el parque, actualmente el Museo Nacional de Historia Contemporánea.

En 1929, en la parte oeste del parque se abrió una piscina pública, llamada Kopališče Ilirija que fue la más moderna en la antigua Yugoslavia. Luego siguieron otras actuaciones para mejorar y ampliar las actividades en este parque; se construyó Hala Tivoli (una sala de música y deporte), otro patio de recreo para los niños, una cancha de tenis, baloncesto, patinaje, varias esculturas, etc.

## Actualmente
El Parque Tivoli sigue siendo uno de los más populares lugares tanto para los ciudadanos como para turistas. Es un parque donde la gente puede pasar su tiempo libre haciendo deporte, mirando exposiciones actuales, visitar el invernadero, que tiene una exhibición permanente de plantas exóticas y tropicales, leer libros en la "biblioteca bajo las copas" (knjižnica pod krošnjami), que es una biblioteca al aire libre, etc. 
El estanque del parque fue completamente renovado en 2011 como parte del proceso de revitalización que contribuyó a la mejora de las condiciones de los animales que se encuentran allí.
El parque está abierto al público todo el día, con la excepción de las zonas deportivas y el patio de recreo. 

## Eventos
Durante todo el año se organizan en Tivoli varios eventos y actividades tanto para niños y jóvenes como para adultos, entre ellos: 
Škisova tržnica: es un evento estudiantil que dura un día y normalmente se celebra a principios de mayo. Es un proyecto de la asociación ŠKIS.
Festival de Luna: evento juvenil que dura un día de junio. 
Numerosos maratones y actividades benéficas, etc.